# Evansville (Illinois)
Evansville es una villa ubicada en el condado de Randolph en el estado estadounidense de Illinois. En el Censo de 2010 tenía una población de 701 habitantes y una densidad poblacional de 331,69 personas por km².

## Geografía
Evansville se encuentra ubicada en las coordenadas 38°5′21″N 89°55′57″O / 38.08917, -89.93250. Según la Oficina del Censo de los Estados Unidos, Evansville tiene una superficie total de 2.11 km², de la cual 2.04 km² corresponden a tierra firme y (3.31%) 0.07 km² es agua.

## Demografía
Según el censo de 2010, había 701 personas residiendo en Evansville. La densidad de población era de 331,69 hab./km². De los 701 habitantes, Evansville estaba compuesto por el 96.72% blancos, el 0.71% eran afroamericanos, el 0.14% eran amerindios, el 0.29% eran asiáticos, el 0% eran isleños del Pacífico, el 0.29% eran de otras razas y el 1.85% pertenecían a dos o más razas. Del total de la población el 1.14% eran hispanos o latinos de cualquier raza.